# Eloy Díaz-Jiménez
Eloy Díaz-Jiménez y Molleda (León, 1885-Barcelona, 1944) fue un filólogo e historiador español, catedrático de Lengua y Literatura Española en el Instituto General y Técnico de León, en el de Salamanca y en el de Valencia. 

## Biografía
Nacido en 1885 en León, fue secretario de la Comisión Provincial de Monumentos Históricos y Artísticos y Académico de la Historia. Además, Eloy Díaz-Jiménez fue miembro de la Real Academia de Bellas Artes de San Fernando (Madrid), de la de Ciencias Históricas de Toledo y de la de Música y Declamación de Málaga.
Dos de sus obras, La Casa de los Guzmanes (1906) e Historia de los comuneros de León y de su influencia en el movimiento general de Castilla (1916), están dedicadas a la época del levantamiento comunero en León, la primera de ellas solo en parte. 
Luis López Álvarez, en una entrevista para Radio Exterior de España en 2013, indicó que empezó a gestar el poema Los Comuneros con la lectura de Historia de los comuneros de León..., de Eloy Díaz-Jiménez.
Su hermana, María de Rosario Díaz-Jiménez y Molleda, fue directora de la Escuela Normal de Maestras de León.

## Obras
- La Casa de los Guzmanes (1906)
- Juan del Encina en León (1909)
- "Algunas construcciones civiles de León" (1914)
- Historia de los comuneros de León y de su influencia en el movimiento general de Castilla (1916)
- Historia del Museo Arqueológico de San Marcos de León (1920)
- El Pintor Nicolás Florentino (1923)
- Abaciologio del monasterio cisterciense de Santa María de Nogales (1923)
- Datos para la historia del monasterio de San Justo y Pastor (1925)
- Jovellanos en León (1925)
- Datos para la Historia de la Biblioteca de San Isidoro de León (1925)
- Antología de poetas y prosistas castellanos (1925)
- Lecturas literarias (1926)
- Nuevos datos para la historia del monasterio de los Santos Mártires Cosme y Damián (1927)
- En torno a Juan del Encina (1928)
- Los fundamentos psicológicos, éticos y religiosos de la Pedagogía de Vives (1929)
- Enrique de Arfe: nuevos datos para su biografía (1931)
- Catedral de León: la cúpula del siglo XVII y la linterna del XVIII (1931)